# 18 octobre en sport
18 septembre 18 novembre
Chronologies thématiques
- Croisades
- Ferroviaires
- Disney

Le 18 octobre (291e jour de l'année ou le 292e en cas d'année bissextile) en sport.

## Événements

### XIXesiècle
- 1870 :
  - (Jeux olympiques) : ouverture des seconds Jeux olympiques de Zappas. Ces compétitions qui attirent 30 000 spectateurs chaque jour n’ont aucun retentissement international en raison de l’actualité : guerre franco-allemande et proclamation de la République en France. Les épreuves de natation et les régates nautiques n’ont pas lieu.
- 1886 :
  - (Baseball /World's Championship Series) : début de la 3e édition aux États-Unis des World's Championship Series de baseball entre les champions de l'American Association et de la Ligue nationale qui se terminera le 23 octobre 1886.
- 1889 :
  - (Baseball /World's Championship Series) : début de la 6e édition aux États-Unis des World's Championship Series de baseball entre les champions de l'American Association et de la Ligue nationale qui se terminera le 29 octobre 1889.

### XXesièclede1951à2000
- 1958 :
  - (Athlétisme) : Iolanda Balaş porte le record du monde féminin du saut en hauteur à 1,83 mètre.
- 1978 :
  - (Rallye automobile) : arrivée du Southern Cross Rally.
- 1987 :
  - (Formule 1) : Grand Prix automobile du Mexique.

### XXIesiècle
- 2009 :
  - (Formule 1) : Grand Prix du Brésil.
- 2015 :
  - (Volley-ball /Championnat d'Europe) : l’équipe de France est sacrée championne d'Europe à Sofia en Bulgarie, pour la première fois de son histoire grâce à un succès en trois sets face à la Slovénie (25-19, 29-27, 29-27).
- 2016 :
  - (Cyclisme sur route /Tour de France) : présentation du parcours du Tour de France 2017 qui s'élancera de Düsseldorf en Allemagne le 1er juillet 2017, et passera par la Belgique et le Luxembourg avant de traverser les cinq massifs montagneux de l'Hexagone pour se terminer le 23 juillet 2017.
  - (Football /Ligue des champions de l'UEFA) : 1re partie de la 3e journée de la Ligue des champions de l'UEFA.
- 2020 :
  - (Football) : le LOSC Lille bat le RC Lens 4-0 dans le derby du nord.

## Naissances

### XIXesiècle
- 1811 :
  - William Thompson, boxeur britannique. († 23 août 1880).
- 1848 :
  - Candy Cummings, joueur de baseball américain. († 16 mai 1924).
- 1870 :
  - Josiah Ritchie, joueur de tennis britannique. Champion olympique du simple, médaillé d'argent du double et médaillé de bronze du simple indoor aux Jeux de Londres. († 28 février 1955).
- 1880 :
  - Robert Hawkes, footballeur anglais. Champion olympique aux Jeux de Londres 1908. (5 sélections en équipe nationale). († 12 septembre 1945).
- 1882 :
  - Lucien Petit-Breton, cycliste sur route français. Vainqueur des Tours de France 1907 et 1908, de Milan-San Remo 1907 et de Paris-Bruxelles 1908. († 20 décembre 1917).
- 1883 :
  - Georges Deydier, pilote de courses automobile français. († ?).
- 1884 :
  - Burt Shotton, joueur de baseball américain. († 29 juillet 1962).
- 1889 :
  - Carl Bertilsson, gymnaste artistique suédois. Champion olympique du concours par équipes aux Jeux de Londres 1908. († 16 novembre 1968).

### XXesièclede1901à1950
- 1902 :
  - René Araou, joueur de rugby à XV français. Médaillé d'argent aux Jeux de Paris 1924. (1 sélection en équipe de France). († 8 janvier 1955).
- 1903 :
  - Lina Radke, athlète de demi-fond allemande. Championne olympique du 800 m aux Jeux d'Amsterdam 1928. († 14 février 1983).
- 1914 :
  - Ewald Dytko, footballeur puis entraîneur polonais. (22 sélections en équipe nationale). († 13 juin 1993).
- 1920 :
  - Kléber Piot, cycliste sur route et cyclocrossman français. († 5 janvier 1990).
- 1932 :
  - René Bliard, footballeur français. (7 sélections en équipe de France). († 27 septembre 2007).
- 1933 :
  - Forrest Gregg, joueur de foot U.S. puis entraîneur américain. († 12 avril 2019).
  - Ludovico Scarfiotti, pilote de F1 et de courses automobile d'endurance italien. Vainqueur d'un Grand Prix et des 24 heures du Mans 1963. († 8 juin 1968).
- 1938 :
  - Guy Roux, footballeur puis entraîneur et consultant TV français.
- 1939 :
  - Mike Ditka, joueur de foot U.S. puis entraîneur américain.

### XXesièclede1951à2000
- 1956 :
  - Isabelle Autissier, navigatrice française.
  - Martina Navrátilová, joueuse de tennis tchèque puis américaine. Victorieuse des Tournois de Wimbledon 1978, 1979, 1982, 1983, 1984, 1985, 1986, 1987 et 1990, des Open d'Australie 1981, 1983, 1985, des Tournois de Roland Garros 1982 et 1984, des US Open 1983, 1984, 1986 et 1987, des Masters 1978, 1979, 1981, 1983, 1984, 1985, 1986 et 1987, des Fed Cup 1975, 1982, 1986 et 1989.
- 1958 :
  - Thomas Hearns, boxeur américain Champion du monde poids welters de boxe de 1980 à 1981, champion du monde poids super-welters de boxe de 1982 à 1986, champion du monde poids mi-lourds de boxe 1987 et de 1991 à 1992, champion du monde poids moyens de boxe de 1987 à 1988 et champion du monde poids super-moyens de boxe de 1988 à 1990.
  - Julio Olarticoechea, footballeur argentin. Champion du monde de football 1986. (32 sélections en équipe nationale).
  - Kjell Samuelsson, hockeyeur sur glace puis entraîneur suédois.
- 1959 :
  - Tatyana Kolpakova, athlète de sauts soviétique puis kirghize. Championne olympique de la longueur aux Jeux de Moscou 1980.
- 1964 :
  - Normand Lacombe, hockeyeur sur glace canadien.
- 1968 :
  - Michael Stich, joueur de tennis allemand. Champion olympique en double aux Jeux de Barcelone 1992. Vainqueur du Tournoi de Wimbledon 1991, des Masters 1993 et de la Coupe Davis 1993.
- 1969 :
  - Nelson Vivas, footballeur argentin. (39 sélections en équipe nationale).
- 1970 :
  - Alex Barros, pilote de vitesse moto brésilien. (7 victoires en Grand Prix).
- 1971 :
  - Nick O'Hern, golfeur australien.
- 1973 :
  - John Baldwin, patineur artistique de couple américain.
  - Daniel Farabello, basketteur italo-argentin. Champion des Amériques de basket-ball 2001. (43 sélections avec l'équipe d'Argentine).
  - Michális Kapsís, footballeur grec. Champion d'Europe de football 2004. (36 sélections en équipe nationale).
  - Alexandre Tagliani, pilote de courses automobile canadien.
  - Sarah Winckless, rameuse britannique. Médaillée de bronze en deux de couple aux Jeux d'Athènes 2004. Championne du monde d'aviron en quatre de couple 2005 et 2006.
- 1974 :
  - Robbie Savage, footballeur gallois. (39 sélections en équipe nationale).
- 1975 :
  - Alex Cora, joueur de baseball portoricain.
  - Kong Linghui, pongiste chinois. Champion olympique en double aux Jeux d'Atlanta 1996 puis champion olympique en individuel et médaillé d'argent en double aux Jeux de Sydney 2000. Champion du monde de tennis de table en simple 1995.
- 1977 :
  - Ryan Nelsen, footballeur néo-zélandais. Champion d'Océanie de football 2002. (49 sélections en équipe nationale).
  - Paul Stalteri, footballeur canadien. (84 sélections en équipe nationale).
  - David Vuillemin, pilote de motocross français. (7 victoires en Grand Prix).
- 1978 :
  - Jorge Coelho, basketteur portugais. (31 sélections en équipe nationale).
  - Steeve Essart, basketteur puis entraîneur français.
  - Mike Tindall, joueur de rugby à XV anglais. Champion du monde de rugby à XV 2003. Vainqueur des Tournois des Six Nations 2000, 2001, 2011 puis du Grand Chelem 2003. (75 sélections en équipe nationale).
- 1979 :
  - Jaroslav Drobný, footballeur tchèque. (7 sélections en équipe nationale).
  - Camel Meriem, footballeur français. (3 sélections en équipe de France).
- 1980 :
  - Raphaël Desroses, basketteur français.
- 1982 :
  - Michael Dingsdag, footballeur néerlandais.
  - Mark Sampson, entraîneur de football gallois. Sélectionneur de l'équipe d'Angleterre féminine de 2013 à 2017.
- 1983 :
  - Dante, footballeur brésilien. (13 sélections en équipe nationale).
  - Félicien Du Bois, hockeyeur sur glace suisse.
  - Émilie Gomis, basketteuse française. Médaillée d'argent aux Jeux de Londres 2012. Championne d'Europe de basket-ball 2009 et médaillée de bronze à l'Euro de basket-ball 2011 puis d'argent à celui de 2013. (194 sélections en équipe de France).
  - Raphaël Mathieu, curleur français.
- 1984 :
  - Stuart Hall, pilote de courses automobile d'endurance britannique.
  - Steffen Kielstrup, footballeur danois.
  - David Liffiton, hockeyeur sur glace canadien.
  - Lindsey Vonn, skieuse alpine américaine. Championne olympique de la descente et médaillée de bronze du super-G aux Jeux de Vancouver 2010 puis médaillée de bronze de la descente aux Jeux de Pyeongchang 2018. Championne du monde de ski alpin de la descente et du super-G 2009.
- 1985 :
  - Yoenis Céspedes, joueur de baseball cubain.
  - Tiago Machado, cycliste sur route portugais.
- 1987 :
  - Ana Paula Rodrigues, handballeuse brésilienne. Championne du monde de handball féminin 2013. Victorieuse de la Coupe d'Europe des vainqueurs de coupe de handball féminin 2013, de la Ligue des champions de handball féminin 2016 et de la Coupe EHF de handball féminin 2017. (163 sélections en équipe nationale).
- 1988 :
  - Kyle Austin, basketteur américain.
  - Sam Quek, hockeyeuse sur gazon anglais. Championne olympique aux Jeux de Rio 2016. Championne d'Europe féminin de hockey sur gazon 2015
  - Wilfried Moimbé, footballeur français.
  - Andreï Stas, hockeyeur sur glace biélorusse.
- 1989 :
  - Matthew Centrowitz, athlète de demi-fond américain. Champion olympique du 1 500m aux Jeux de Rio 2016.
  - Leigh Howard, cycliste sur piste et sur route australien. Champion du monde de cyclisme sur piste de l'omnium 2009, de l'américaine et de la poursuite par équipes 2010, de l'américaine 2011 puis de la poursuite par équipes 2019. Vainqueur du Tour de Slovaquie 2009.
  - Brad Miller, joueur de baseball américain.
  - Rabah Slimani, joueur de rugby à XV français. Vainqueur du Challenge européen 2017 et 2019. (56 sélections en équipe de France).
  - Sandra Toft, handballeuse danoise. Victorieuse de la Coupe de l'EHF féminine 2013. (121 sélections en équipe nationale).
- 1990 : 
  - Brittney Griner, basketteuse américaine. Championne olympique aux Jeux de Rio 2016. Championne du monde de basket-ball féminin 2014 et 2018. Victorieuse de l'Euroligue féminine de basket-ball 2016 et 2018. (14 sélections en équipe nationale).
  - Nicolas Peifer, joueur de tennis handisport français. Médaillé d'argent du double aux Jeux de Londres 2012 puis champion paralympique du double aux Jeux de Rio 2016.
- 1991 :
  - Morgan Escaré, joueur de rugby à XIII français. Vainqueur de la Coupe d'Europe des nations de rugby à XIII 2018. (9 sélections en équipe de France).
- 1992 :
  - Trey Lewis, basketteur américain.
- 1993 :
  - Zarina Diyas, joueuse de tennis kazakhe.
  - Bastien Pinault, basketteur français.
- 1994 :
  - Axumawit Embaye, athlète de demi-fond éthiopienne.
  - John McGinn, footballeur écossais. (19 sélections en équipe nationale).
  - Pascal Wehrlein, pilote de F1 germano-mauricien.
- 1995 :
  - Floortje Mackaij, cycliste sur route néerlandaise. Championne du monde de cyclisme sur route du contre la montre par équipes 2017. Victorieuse de Gand-Wevelgem féminin 2017.
- 1996 :
  - Maëlia Lapoujade, joueuse de rugby à XV française. (2 sélections en équipe de France).
  - Stijn van Gassel, footballeur néerlandais.
- 1998 :
  - Rasmus Örqvist, footballeur suédois.

### XXIesiècle
- 2002 :
  - James McAtee, footballeur anglais.

## Décès

### XXesièclede1901à1950
- 1914 :
  - Larrett Roebuck, 25 ans, footballeur anglais. (° 27 janvier 1889).
- 1945 :
  - Fred Hovey, 77 ans, joueur de tennis américain. Vainqueur de l'US Open 1895. (° 7 octobre 1868).

### XXesièclede1951à2000
- 1959 :
  - Boughéra El Ouafi, 61 ans, athlète de marathon français. Champion olympique aux Jeux d’Amsterdam 1928. (° 15 octobre 1898).
- 1969 :
  - Filippo Bottino, 80 ans, haltérophile italien. Champion olympique des +82,5 kg aux Jeux d'Anvers 1920. († 9 décembre 1888).
- 1984 :
  - Pierre Tacca, 67 ans, cycliste sur route français. (° 12 août 1917).
- 1989 :
  - Stan Miasek, 65 ans, basketteur américain. (° 8 août 1924).

### XXIesiècle
- 2005 :
  - Johnny Haynes, 71 ans, footballeur anglais. (56 sélections en équipe nationale). (° 17 octobre 1934).
- 2013 :
  - Allan Stanley, 86 ans, hockeyeur sur glace canadien. (° 1er mars 1926).
- 2016 :
  - Christophe Sagna, 62 ans, footballeur sénégalais. (30 sélections en équipe nationale). (° 5 mai 1954).